# Fontenai-les-Louvets
Fontenai-les-Louvets település Franciaországban, Orne megyében. Lakosainak száma 273 fő (2018. január 1.). Fontenai-les-Louvets Le Bouillon, Livaie, Saint-Didier-sous-Écouves, Saint-Nicolas-des-Bois és Tanville községekkel határos.

## Népesség
A település népességének változása:
| Lakosok száma | 254  | 253  | 267  | 266  | 273  |
|               | 2013 | 2015 | 2016 | 2017 | 2018 |